# 郭璟
郭璟是郭諶的父親，郭蘊的祖父，郭簡的曾祖父，郭威的高祖父。
郭威登位後，他被尊為皇帝，廟號後周信祖，諡號睿和皇帝，皇陵稱溫陵。